# Crash Tag Team Racing
Crash Tag Team Racing (Crash Bandicoot: Gatchanko World no Japão) é um jogo de corrida, o terceiro da série Crash Bandicoot nesse estilo, e sétimo da série Crash Bandicoot como um todo, no qual o jogador pode unir seu carro com outro carro mais próximo e tornando-se um carro só (Podendo dirigir ou atirar nos outros carros), cada personagem possui três carros diferentes, e também os personagens possuem roupas aleatórias. O jogo foi desenvolvido pela Radical Entertainment, mas durante a fase de protótipos seria desenvolvido pela Traveller's Tales.

## História
O jogo começa com dois galos repórteres (Chick e Stew) anunciando que o robô Ebeneezer Von Clutch irá fechar um parque temático que havia ganhando o título de lugar mais perigoso do planeta Terra. Só que o Dr. Neo Cortex, Nina Cortex, N.Gin, Crash Bandicoot, Coco Bandicoot e Crunch Bandicoot apostavam uma corrida em 2 carros quando se chocaram com o portão do parque, onde os carros foram destruídos e eles saíram explorando o parque, onde se encontram com Ebeneezer, que propõe a eles um campeonato de corridas, e assim, Coco e Nina criam uma briga entre si, para ver quem compra o melhor carro e ganha uma corrida com ele. E assim, Crash ajuda os personagens não-disponíveis no início do jogo a comprarem carros e assim, liberando personagens, carros, roupas e pistas novas em várias missões, dessa forma, desvendando o jogo. Existem 5 diferentes fases de diferentes temas e dificuldades, que quando exploradas descobre-se inimigos pra lutar e portas ou portais que levam às corridas, também com o tema do lugar.

## Recepção
Em geral, Crash Tag Team Racing recebeu críticas mistas após seu lançamento.